# Трифонов, Валентин Андреевич
Валенти́н Андре́евич Три́фонов (27 августа (8 сентября) 1888, станица Новочеркасская, хутор Павловско-Кундрючевский, Области Войска Донского, Российская империя — 15 марта 1938, Москва, СССР) — в Российской империи член антиправительственных группировок, после Великой Октябрьской Социалистической Революции входил в высшее военное и государственное руководство советского государства, дипломат. 15 марта 1938 года расстрелян по приговору ВКВС СССР. Отец писателя Юрия Трифонова.

## Биография

### Ранние годы
Родился в Новочеркасской станице, хутор Павловско-Кундрючевский, Области Войска Донского в семье казака. Родители Трифонова умерли, когда ему было 7 лет. Воспитывался у родственников, затем в ремесленном училище. Работал слесарем в железнодорожных мастерских в Майкопе. В 1904 году вступил в РСДРП, большевик. Участник вооруженных беспорядков 1905 года в Ростове-на-Дону, командир большевистской боевой дружины. В 1906 году перешел на нелегальное положение, в том же году арестован и осужден на ссылку в Тобольскую губернию.
Совершил побег из ссылки, на нелегальном положении вел работу против правительства в Тюмени, Екатеринбурге, был вновь арестован в Саратове. Выслан в Туринск, откуда бежал. Работал на Урале, затем в Ростове-на-Дону, где в 1908 арестован. Сослан в Березов, откуда бежал. На подпольной работе в Тюмени, арестован. В 1910 году выслан в Туруханский край, где пробыл три года. В марте 1913 года вернулся из ссылки, в 1914 году прибыл в Петербург, где с началом войны подключился к пораженческой пропаганде, которую вели большевики. В конце 1916 года участвовал в организации подпольной типографии в Петрограде. В 1913—1917 годах заведующий отдела экономики и редактор ежегодника в ученом комитете Министерства земледелия.

### В 1917 году
Сразу после Февральской революции в начале марта становится секретарем фракции РСДРП(б) Петросовета, в этой должности был до июня 1917 года. С июля того же года вместе со своим братом Евгением Трифоновым был одним из организаторов Красной Гвардии в Петрограде. Член 1-го общегородского центра Красной Гвардии и Центральной комендатуры рабочей Красной Гвардии в августе-октябре 1917 года. Член Главного штаба Красной Гвардии в Петрограде в октябре-декабре 1917 года, активно участвовал в Октябрьском вооруженном восстании. В декабре 1917 года был назначен членом коллегии ВЧК первого состава, но к работе не приступил, так как получил другое назначение.

### Гражданская война
В декабре 1917 — апреле 1918 гг. член коллегии Наркомата по военным делам РСФСР, член Всероссийской коллегии по формированию Красной Армии в феврале-мае 1918 г. В марте 1918 года вместе с советским правительством выезжает в Москву. Затем направлен на Северный Кавказ как чрезвычайный представитель наркомата по военным делам РСФСР на Юге России, находился там в апреле-мае 1918 года. С февраля 1918 до марта 1920 гг. член Реввоенсовета Республики.
Для противодействия мятежу чехословацкого корпуса назначен командующим Камской военной флотилией в июне 1918 года. Затем продолжает находиться в уральском регионе, член РВС 3-й армии с 2 декабря 1918 до 26 мая 1919 гг., в период обороны Перми и отступления.
В июне 1919 года вновь направлен на Юг России. После того, как Трифонов ознакомился с местной обстановкой, он направляет 10 июня доклад в Оргбюро ЦК РКП(б), в котором критикует Донбюро за политику репрессий против казачества. Затем 3 июля в письме А. Сольцу подвергает критике деятельность Троцкого.
Комиссар Особого экспедиционного корпуса в Донской области в июне-июле 1919 года, член РВС Особой группы Шорина в июле-сентябре того же года, член РВС Юго-Восточного фронта с 1 октября 1919 до 16 января 1920 года. Делегат 9-го съезда РКП(б) (1920). Член РВС Кавказского фронта (январь 1920 — май 1921). В июне 1921 г. демобилизован.

### Советское время
Начальник главного управления топлива ВСНХ РСФСР в 1921 г., председатель правления Всероссийского нефтяного синдиката, член совета промбанка РСФСР до 1923 года. Председатель Военной коллегии Верховного Суда СССР с 30 ноября 1923 до 2 февраля 1926 г.. Участвовал в разработке Положения о воинских преступлениях, Положения о военных трибуналах и пр.
В ноябре 1925 года был направлен в Китай в качестве помощника военного атташе А. И. Егорова. В марте 1926 года по решению комиссии А. С. Бубнова был отозван в Москву из-за разногласий с советским послом в Китае Л. М. Караханом. Трифонов подготовил письмо в Политбюро ЦК ВКП(б), в котором утверждал, что политика Карахана в Китае является ошибочной.
В 1926 г. был назначен Торговым представителем СССР в Финляндии. Из Финляндии вернулся весной 1928 г. и был назначен членом президиума ВАСХНИЛ. Председатель Главного концессионного комитета при СНК СССР с 11 октября 1932 г. до 21 июня 1937 г.
В 1936 г. Трифонов написал книгу «Контуры грядущей войны», в которой рассмотрел возможность внезапного нападения нацистской Германии на СССР. В начале 1937 года отправил рукопись книги нескольким членам Политбюро — Сталину, Молотову, Ворошилову, Орджоникидзе, но ответа от них не получил.

### Арест и гибель
В годы гражданской войны Трифонов вступил в конфликт с Буденным и Ворошиловым из-за процветавшего в Первой конной армии мародерства и антисемитизма. Став наркомом обороны, Ворошилов сместил Трифонова с поста председателя ВКВС и назначил лично преданного ему В. В. Ульриха. 21 июня 1937 года Трифонов был арестован; обвинялся в троцкизме. Дело Трифонова вёл молодой лейтенант госбезопасности, будущий министр госбезопасности В. Абакумов. 15 марта 1938 г. Трифонов был расстрелян. Место захоронения — Коммунарка. Определением ВК ВС СССР от 26 ноября 1955 г. реабилитирован.

## Семья
Состоял в браке с литератором Евгенией Абрамовной Лурье (1904—1975); в этом союзе родились сын Юрий Трифонов (1925—1981), ставший впоследствии известным писателем, и дочь Татьяна. Помимо того, Трифонов имел старшего брата Евгения, тоже участника революционных событий 1917 года, после — гражданской войны и иностранной интервенции, литератора (печатавшегося под псевдонимом Е. Бражнов, 1885—1937).
В 1930-е годы, помимо «Дома на набережной» (улица Серафимовича), также жил на Тверском бульваре, в доме под № 17.

## Сочинения
Контуры грядущей войны. // Тухачевский М. Н.. Новые вопросы войны; Трифонов В. А.. Контуры грядущей войны. — М., 1996. (Военная академия Генштаба ВС РФ. Антология отечественной военной мысли. Кн. 10).